# 馬島龍一
馬島 龍一（まじま りゅういち、Ryuichi Majima）は、日本の薬剤師、薬学者。学位は博士（薬学）（岐阜薬科大学・2021年）。専門は母子感染症のサイトメガロウイルスやSARS関連コロナウイルスなど。

## 来歴
薬学者、薬剤師を目指し岐阜薬科大学へ進む。2017年3月、岐阜薬科大学薬学部薬学科 卒業。同年、薬剤師国家試験に合格した。同大薬学研究科 薬学専攻へ進み、ウイルス学や母子感染症学等を専門とする井上直樹に師事する。2021年3月、同大薬学研究科 薬学専攻 博士課程修了。博士（薬学）取得後も、井上直樹のもとで研究を続ける。
2021年6月、渡米、ミネソタ大学薬学部（The Center for Drug Design）にて博士研究員として薬学、ウイルス学などの研究をおこなう。
2023年7月、東京大学大学院医学系研究科 国際保健学専攻 国際生物医科学講座 発達医科学分野 助教に着任。2024年10月末日で退職した。

## 所属学会
- 日本薬剤師会

など